# 文理書院（香港）
文理書院（香港）（英語：Cognitio College (Hong Kong)）是香港一所全日制政府津貼的男女文法中學，位於港島東區柴灣萃文道四號。文理書院（香港）為文理書院的於1962年所創立的第一所學校，而第二所分校是於1970年開辦，位於九龍九龍城區啟德沐虹街6號的文理書院（九龍）。

## 校政管理
歷任校監
- 張永賢 先生[1]
- 潘順國 先生

歷任校長
- 歐陽昇良 先生

歷任副校長
- 蔡志傑 先生
- 梁定安 先生

## 校名
文理書院（香港）的英文校名「COGNITIO」一詞是拉丁文，是有不斷追尋知識的意思；而中文校名「文理」一詞意為提倡通識教育，文科、理科同樣並重，故名「文理」。

## 歷史及建築特色
文理書院創校早期是一所私立學校，辦學團體是文理英文書院（1979）有限公司，在1962年由一群香港大學畢業生創立，最初成立的校址位於銅鑼灣金殿大廈2樓，即今日港鐵天后站上蓋栢景臺對面，鄰近維多利亞公園，其後於1967年遷往灣仔萬茂徑21號，後來學校繼續擴展，並於1970年開辦九龍分校名為文理書院（九龍）。
書院於1974年自建校舍，遷往柴灣萃文道4號現址，因為資金不足因此校舍要分期興建，1974年只能完成第一期的部份課室、辦公室、實驗室及特別室工程，該期工程由H. Y. Chan建築師負責設計。而港九文理在1982年轉作政府津貼中學後，便向政府申請興建柴灣校舍未完成的部份，但政府以財政為理由只批出資助興建課室及特別室，後來於1987年完成了第二期5層高之增建課室工程，該期工程由關吳黃建築師工程師事務所負責設計。但一所標準學校基本要有的禮堂要經過多年的折騰到1996年11月才能獲批正式動土。而第三期則為4層高連地庫一層的船型禮堂（方樹泉堂）禮堂，座落於原有的籃球場之上。因此，學校需要在禮堂上蓋興建一個標準籃球場。建築物的船型外型是喻意年青人的成長和發展，正如通過茫茫大海，絕對需要一艘堅固的船隻支持以渡過無法預測的風浪及人生中的高低起跌。新禮堂的設計正象徵著那艘帶領年青人渡過充滿挑戰的前路的船隻。而前方的燈塔形建築物，實為消防泵房及水缸，喻意文理老師為學生的人生旅程作出導航指引，正如燈塔給予船隻方向般，保護船隻有安全的旅程。禮堂內部刻有著名書法家余寄撫先生所贈的對聯「弘揚五育，愛延孺子；勵學專志，回饋社群。」上聯是勉勵老師的，而下聯則是勉勵學生和校友。此建築是由本港著名建築師關永康校友設計，在1998年落成啟用，學校亦從此結束了長期借用其他地方的禮堂舉行活動的日子。在2001年，該校更完成最後一期第四期7層高的張永賢教學樓工程，該期工程由簡陳建築師事務所負責設計。

## 校訓
文理書院以「博學、審問、慎思、明辨、篤行」為校訓。原文出自儒家經書《禮·中庸》第二十章：「博學之，審問之，慎思之，明辨之，篤行之。」國父孫中山先生曾於1924年11月11日在廣東大學舉行成立典禮時親筆提寫「博學、審問、慎思、明辨、篤行」，後來成為廣東省廣州市的中山大學，臺灣的國立中山大學的校訓。

## 社制及運動項目方面
文理書院（香港）一向不設社制，而體育衫則以學生的性別分顏色，以資識別。文理書院（香港）每年都均會舉行一次水運會（如該年參賽人數不足則會停辦）；以及一次陸運會（分初賽以及決賽），每隔五年亦會與文理書院（九龍）攜手合作舉行聯校陸運會。

## 學校設施
資訊科技教學設施包括電腦室、電腦200餘台、手提電腦60部、平板電腦約35部；另有語言室、校園電視台、輔導室、禮堂、圖書館、飯堂等；全部課室及特別室均安裝冷氣、投影機及電腦。校舍內的設施如下：
| - 28個課室 - 1個生物實驗室 - 1個物理實驗室 - 1個化學實驗室 - 1個綜合科學實驗室 - 1個語言室 - 1個電腦輔助學習室 - 1個英語活動中心 - 1個音樂室 - 1個社工室 - 1個校園電視台 | - 美術室 - 食物部 - 禮堂 - 訓導及輔導室 - 教職員、家長及校友聯誼室 - 會議室 - 校務處 - 教員室 - 籃球場 - 攀石牆 - 有蓋操場 - 圖書館 - 學生活動中心 - 新翼大樓 |

## 香港傑出學生選舉
直至2018年（第33屆），在香港傑出學生選舉共出產1名傑出學生。

## 外部連結
- 文理書院 （页面存档备份，存于）
- LifeinHK:文理書院 （页面存档备份，存于）